# Kleingewässerlandschaft bei Gültz (nördlich Altentreptow)
Kleingewässerlandschaft bei Gültz (nördlich Altentreptow) este o arie protejată (arie specială de conservare — SAC, sit de importanță comunitară — SCI) din Germania întinsă pe o suprafață de 671 ha, integral pe uscat.

## Localizare
Centrul sitului Kleingewässerlandschaft bei Gültz (nördlich Altentreptow) este situat la coordonatele 53°45′22″N 13°09′32″E / 53.7561°N 13.1589°E.

## Înființare
Situl Kleingewässerlandschaft bei Gültz (nördlich Altentreptow) a fost declarat sit de importanță comunitară în aprilie 2004 pentru a proteja 2 specii de animale. Situl a fost protejat și ca arie specială de conservare în august 2016.

## Biodiversitate
Situată în ecoregiunea continentală, aria protejată conține 1 habitat natural: Lacuri eutrofice naturale cu vegetație de tip Magnopotamion sau Hydrocharition.
La baza desemnării sitului se află mai multe specii protejate de  amfibieni (2): buhai de baltă cu burta roșie (Bombina bombina), triton cu creastă (Triturus cristatus)